# Dmitrij Karaban
Dmitrij Antonowicz Karaban (ros. Дмитрий Антонович Карабан; ur. 15 października?/28 października 1912 w Łebedynie, zm. 17 stycznia 1945 w Żyrardowie) – radziecki wojskowy, kapitan, uhonorowany pośmiertnie tytułem Bohatera Związku Radzieckiego (1945).

## Życiorys
Urodził się w ukraińskiej rodzinie robotniczej. Skończył 7 klas i szkołę fabryczno-zawodową w Sumach, później pracował jako tokarz w fabryce, w 1928 został skierowany przez Komsomoł do pracy przy budowie kombinatu metalurgicznego w Magnitogorsku, po powrocie do Łebedyna pracował w zakładzie mechanicznym.
Od 1934 służył w Armii Czerwonej, w 1939 ukończył szkołę wojsk pancernych w Orle, od 1939 należał do WKP(b). Od czerwca 1941 uczestniczył w wojnie z Niemcami, ukończył Wojskową Akademię Mechanizacji i Motoryzacji Armii Czerwonej, walczył m.in. w pod Stalingradem, w bitwie kurskiej, w Biełgorodzie i Charkowie, w walkach z Niemcami był dwukrotnie ranny. W styczniu 1945 jako dowódca batalionu czołgów 47 Gwardyjskiej Brygady Pancernej 9 Gwardyjskiego Korpusu Pancernego 2 Gwardyjskiej Armii Pancernej 1 Frontu Białoruskiego w stopniu kapitana uczestniczył w walkach o Warszawę, Sochaczew i Żyrardów i na trasie Warszawa-Częstochowa. W walkach o Sochaczew zniszczył dwie baterie artylerii, 12 czołgów i zabił wielu Niemców. Zginął w walkach o Żyrardów i tam został pochowany. Jego imieniem nazwano ulicę w Łebedynie.

## Odznaczenia
- Złota Gwiazda Bohatera Związku Radzieckiego (pośmiertnie, 27 lutego 1945)
- Order Lenina (dwukrotnie)
- Order Czerwonego Sztandaru
- Order Czerwonej Gwiazdy